# Система числення Фібоначчі
Система числення Фібоначчі — змішана система числення для цілих чисел на основі чисел Фібоначчі {\displaystyle F_{2}=1}, {\displaystyle F_{3}=2}, {\displaystyle F_{4}=3}, {\displaystyle F_{5}=5}, {\displaystyle F_{6}=8} і т. д.

## Подання натуральних чисел
Будь-яке невід'ємне ціле число {\displaystyle a} можна єдиним чином подати послідовністю бітів {\displaystyle \dots \varepsilon _{k}\dots \varepsilon _{4}\varepsilon _{3}\varepsilon _{2}} ({\displaystyle \varepsilon _{k}\in \{0,1\}}) так що {\displaystyle a=\sum _{k}\varepsilon _{k}F_{k}}, причому послідовність {\displaystyle \{\varepsilon _{k}\}} містить лише скінченне число одиниць, і не має пар сусідніх одиниць: {\displaystyle \forall k\geq 2:(\varepsilon _{k}=1)\Rightarrow (\varepsilon _{k+1}=0)}. За винятком останньої властивості, дане подання аналогічне двійковій системі числення .

### Обґрунтування
В основі лежить теорема Цекендорфа: будь-яке невід'ємне ціле число можна єдиним чином подати у вигляді суми деякого набору чисел Фібоначчі з індексами більшими від одиниці, який не містить пар сусідніх чисел Фібоначчі.
Доведення існування легко провести за індукцією. Будь-яке ціле число {\displaystyle a\geq 1} потрапить у проміжок між двома сусідніми числами Фібоначчі, тобто для деякого {\displaystyle n\geq 2} виконується нерівність: {\displaystyle F_{n}\leq a<F_{n+1}} . Таким чином, {\displaystyle a=F_{n}+a'}, де {\displaystyle a'=a-F_{n}\ <\ F_{n-1}}, Так що розкладання числа {\displaystyle a'} вже не буде містити доданка {\displaystyle F_{n-1}}.

### Використання

#### Юпана

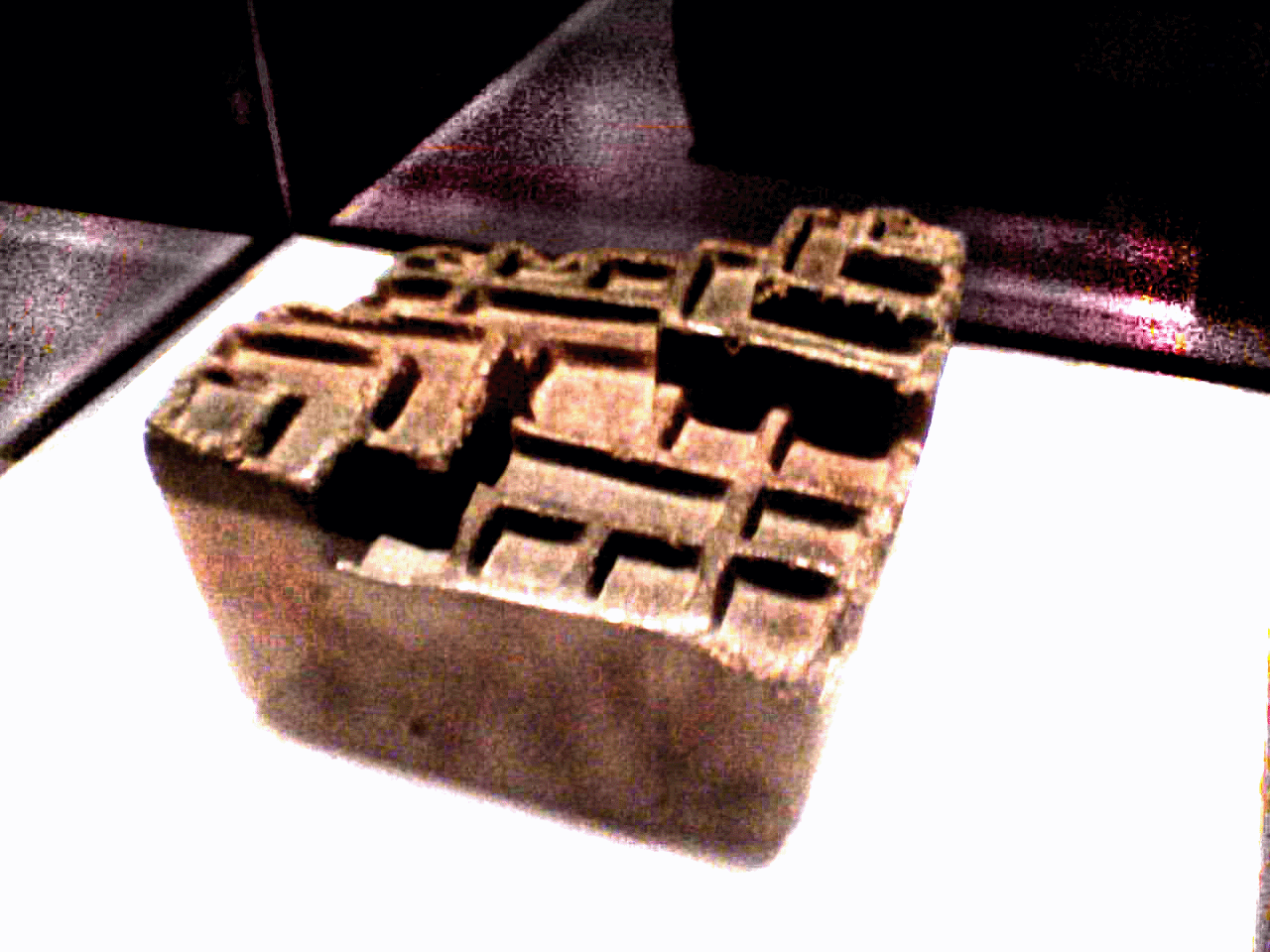
Юпана

Припускають, що деякі різновиди юпани (абака інків) використовували систему числення Фібоначчі, щоб мінімізувати необхідне для обчислень число зерен.

#### У теорії інформації
На основі системи числення Фібоначчі будується код (кодування) Фібоначчі — універсальний код для натуральних чисел (1,   2,   3 …), який використовує послідовності бітів. Оскільки комбінація   11 заборонена в системі числення Фібоначчі, її можна використовувати як маркер кінця запису.
Для складання коду Фібоначчі за записом числа в системі числення Фібоначчі слід переписати цифри у зворотному порядку (так, що старша одиниця виявляється останнім символом) і приписати в кінці ще раз   1 (див. таблицю). Тобто, кодова послідовність має вигляд:
ε2ε3…εn1,
де n — номер найстаршого розряду з одиницею.

### Арифметика
Додавання чисел у позиційних системах числення виконується з використанням переносу, що дозволяє усувати наслідки переповнення розряду. Наприклад, у двійковій системі: 01 + 01 = 02 = 10.
У системі числення Фібоначчі ситуація складніша:
- По-перше, вага старших розрядів не є кратною вазі розряду, з якого виконується перенесення. При додаванні двох одиниць в одному розряді потрібне перенесення не тільки вліво, але й управо: 0200 = 1001. При перенесенні у відсутні розряди ε1 і ε0 слід пам'ятати, що F1=1=F2 і F0=0.
- По-друге, потрібно позбавлятися від сусідніх одиниць: 011 = 100. Правило для розкриття двійок є наслідком цієї рівності: 0200 = 0100 + 0011 = 0111 = 1001.

## Узагальнення на дійсні числа
Схоже влаштована позиційна система числення з ірраціональною основою, рівною золотому перетину {\displaystyle \varphi =(1+{\sqrt {5}})/2}.
Будь-яке дійсне число {\displaystyle x} з відрізка {\displaystyle [0,1]} допускає розкладання в ряд через від'ємні степені золотого перетину:
{\displaystyle x=\sum _{k=-1}^{-\infty }\varepsilon _{k}\varphi ^{k},\qquad \varepsilon _{k}\in \{0,1\}}
де {\displaystyle \left\{\varepsilon _{k}\right\}} має ту ж властивість відсутності сусідніх одиниць. Коефіцієнти знаходяться послідовним порівнянням {\displaystyle x} з {\displaystyle \varphi ^{-1}} — золотим перетином відрізка {\displaystyle [0,1]}, відніманням {\displaystyle \varphi ^{-1}} (якщо {\displaystyle \varepsilon _{k}=1}) і множенням на {\displaystyle \varphi }. З цього неважко бачити, що будь-яке невід'ємне дійсне число допускає розкладання:
{\displaystyle a=\sum _{k=N-1}^{-\infty }\varepsilon _{k}\varphi ^{k}\,,}
де N таке, що {\displaystyle a<\varphi ^{N}}. Зрозуміло, слід вважати, що {\displaystyle \varepsilon _{k}=0} для всіх {\displaystyle k\geqslant N}.
Ці формули повністю аналогічні формулам для звичайних позиційних систем з цілими основами. Виявляється, що будь-яке невід'ємне ціле число (і, більш загально, кожен невід'ємний елемент кільця {\displaystyle {\mathbb {Z} }+\varphi {\mathbb {Z} }}) має подання лише зі скінченною кількістю одиниць, тобто у вигляді скінченної суми неповторюваних степенів золотого перетину.
Аналогія між числами Фібоначчі і степенями золотого перетину заснована на однаковій формі тотожностей:
{\displaystyle F_{k}=F_{k-1}+F_{k-2}}
{\displaystyle \varphi ^{k}=\varphi ^{k-1}+\varphi ^{k-2}}
які дозволяють усунення сусідніх одиниць. Прямого зв'язку між поданням натуральних чисел в системі золотого перетину і в системі Фібоначчі немає.
Правила додавання аналогічні показаним вище з тією поправкою, що перенесення в бік молодших розрядів поширюється без обмеження. У даній системі числення можна виконувати й множення.

## Множення Фібоначчі
Для цілих чисел {\displaystyle a=\sum _{k}\varepsilon _{k}F_{k}\ } і {\displaystyle b=\sum _{l}\zeta _{l}F_{l}\ } можна визначити «множення»
{\displaystyle a\circ b=\sum _{k,l}\varepsilon _{k}\zeta _{l}F_{k+l},}
аналогічне множенню чисел у двійковій системі числення.
Зрозуміло, що дана операція не є справжнім множенням чисел, і виражається формулою:
{\displaystyle a\circ b=3ab-a\lfloor (b+1)\varphi ^{-2}\rfloor -b\lfloor (a+1)\varphi ^{-2}\rfloor ,}
де {\displaystyle \lfloor \cdot \rfloor } — ціла частина, {\displaystyle \varphi ={\frac {1+{\sqrt {5}}}{2}}} — золотий перетин .
Ця операція має асоціативність, що вперше зауважив Дональд Кнут. Слід зазначити, що інше «множення» {\displaystyle \sum _{k,l}\varepsilon _{k}\zeta _{l}F_{k+l-2},} відрізняється лише зсувом на два розряди, вже не є асоціативним.